# Alexis II de Trébizonde
Pour les articles homonymes, voir Alexis II.
Alexis II de Trébizonde ou Alexis II Grand Comnène (en grec  : Αλέξιος Βʹ Μέγας Κομνηνός, Alexios II Megas Komnēnos ; né en 1282, mort le 3 mai 1330) est empereur de Trébizonde du 16 août 1297 au 3 mai 1330. Il est le fils aîné de Jean II Comnène empereur de Trébizonde ainsi que d'Eudoxie Paléologue. En mourant, son père le désigne pour lui succéder au trône. Alors, qu'il est âgé d'à peine quinze ans, Alexis II succède à son père et devient empereur de Trébizonde le 16 août 1297 sous la tutelle de son oncle maternel, l’empereur Andronic II Paléologue. 
Son règne démontre d'indéniables qualités de direction. Grâce à son habileté et son énergie de dirigeant habile et énergique, il permet à l'empire de recouvrer une partie de sa grandeur, de sa splendeur et de sa prospérité. L'empire de Trébizonde deviendra une puissance commerciale qui lui apportera stabilité politique et prospérité économique. Alexis II a repoussé de nombreuses attaques Turkmènes sur Trébizonde et il a traité de manière adéquate les conflits avec marchands Génois et Vénitiens. Il a également cultivé les arts et les sciences à sa cour en servant de patron à l'astronome byzantin Gregory Choniades et à l'érudit Constantin Loukitès. 
Alexis II meurt le 3 mai 1330 au milieu des fractions et de la discorde qui régnaient à sa cour, laissant au pouvoir son fils aîné Andronic III.

## Biographie

### Jeunesse
La jeunesse d'Alexis II fut marquée par les difficultés d'imposer son autorité et de faire valoir ses prérogatives d'indépendance face aux multiples pressions exercées par l'emprise de Constantinople sur son empire. À la suite du décès de son père, Alexis II est considéré à ses débuts comme un simple souverain nominal agissant sous la régence des ministres d'États en poste. En raison de son jeune âge, la volonté de son père fut de le placer sous la tutelle protectrice de son oncle maternel, Andronic II Paléologue, empereur de Constantinople (1282-1328). 
Les courtisans et les nobles de Trébizonde persuadèrent Alexis II d'affirmer sa complète indépendance en s'émancipant du contrôle exercé par son oncle, soupçonné de vouloir s'immiscer dans le gouvernement de Trébizonde en faisant prévaloir ses droits de tuteur. L'une des actions d'Andronic II a consisté à contraindre son neveu à épouser Irène, la fille de l'un de ses proches, Nicéphore Choumos, un seigneur influent à la cour byzantine. L'idée de ce mariage forcé offensait grandement Alexis II. Alors, soucieux de se débarrasser de tout contrôle de l'emprise byzantine, il refusa donc ce mariage contre nature dont l'idée seule provoquait au sein du peuple de Trébizonde de la colère et de l'inquiétude. En 1300, afin de conforter ses velléités d'indépendance, Alexis II choisit au contraire de prendre pour épouse une jeune princesse ibérique du nom de Djiadjak Jaqeli, fille de Beka II Jaqeli, souverain de Samskhé. Cet acte lui valut une grande popularité auprès de ses dominions.    
Andronic II continua à comploter afin que son projet aboutisse dans le sens souhaité. Il sollicita l'appui de l'Église orientale et traita la question comme si elle avait la même importance que la suprématie papale. Un synode a donc eu lieu à Constantinople afin d'exiger que le mariage soit déclaré nul et non avenu. Étant mineur, Alexis II n'avait en effet pas reçu l'aval de son tuteur pour célébrer son union qui revêtait un caractère sulfureux et illégitime. Le patriarcat ainsi que le clergé refusèrent d'apporter le soutien à Andronic II sous prétexte que l'épouse du jeune empereur pouvait possiblement être enceinte.         
L'empereur de Constantinople, Andronic II se tourna donc vers sa sœur, Eudoxie, la mère d'Alexis II, pour qu'elle persuade son fils de divorcer de son épouse. Pour pouvoir retourner à Trébizonde, Eudoxie accepte donc de se plier à la requête de son frère. Cependant, en arrivant à Trébizonde, elle approuve la conduite de son fils et lui conseille même de ne pas divorcer. Elle confirma dans sa détermination à résister aux prétentions tyranniques d'Andronic II. Les liens entre les deux tribunaux grecs seront dès lors rompus.

## Conflits

### Invasion Turkmènes
En 1301, les Turcomans envahissent l'empire de Trébizonde. Après avoir conquis la province de Chalybie, les envahisseurs pénètrent en profondeur sur tout le territoire où ils saccagent Kérassonte, la deuxième ville de l'empire. Alexis II organise une campagne pour chasser les Turcomans de la cité ainsi que de l'ensemble des régions occupées. Il défait l'armée turque en 1302 en la repoussant jusque dans les montagnes arméniennes où il parviendra notamment à capturer leur général en chef, Koustaga. Face à ce conflit, Alexis II a fait preuve de fermeté et d'énergie dans son administration interne. Il ordonna même la construction d'un fort surplombant la mer pour assurer la protection et la possession de la ville de Kérassonte face à de futures attaques.

### Problèmes avec les Génois
Au début du XIVe siècle, les prétentions de Gênes concernant le monopole du commerce de la mer Noire constituent aux yeux d'Alexis une menace pour la stabilité de son empire.  
Les marchands génois s'étaient déjà rendu maîtres de presque tout le trafic maritime et commercial entre l'Europe et les partages du Bosphore, de la mer Noire et de la mer d'Azov. Les colonies génoises de Galata et de Caffa les rendaient redoutables pour un État maritime tel que Trébizonde, qui dépendait largement du commerce extérieur à ce niveau. Les Génois avaient pu établir un monopole économique virtuel dans la région de la mer Noire grâce au traité de Nymphaeon avec Michael VIII Paléologue en 1261. Ce traité leur accordait de grands privilèges commerciaux. En effet, les subventions ultérieures les avaient placés en possession de Galata et les avaient faits maîtres d'une grande partie du port de Constantinople, d'où ils s'étaient monté une forteresse commerciale.  
Les avantages que les Génois tiraient de ces établissements leur permettaient d'étendre leur commerce jusqu'à dépasser de loin celui de toute autre puissance. Lorsque les Génois craignaient que la concurrence des commerçants rivaux ne devienne trop vive, leur disposition turbulente les poussa à ouvrir les hostilités contre ceux-ci. Leur insolence a augmenté avec leur prospérité, et ils ont finalement aspiré à un monopole du commerce de la mer Noire. Pour mener à bien leur projet, il était nécessaire d'obtenir de l'empereur de Trébizonde tous les privilèges dont ils jouissaient dans l'empire de Constantinople. 
En 1306, Alexis II conclura un traité avec la république de Venise pour concéder aux marchands vénitiens des privilèges identiques dont seuls les Génois jouissaient jusqu'à présent. Alexis II procurera aux marchands vénitiens près d'un quart du mouillage et un bail sera établi avec Trébizonde. Cette concession suscitera une grande colère parmi les marchands génois et ces disputes dureront plusieurs années. 
Une ambassade de Gênes demande enfin à Alexis II la conclusion d'un traité commercial aux mêmes conditions que le traité conclu avec l'empereur de Constantinople. Alexis II rejettera la demande des Génois, qui furieux de cet échec, prendront des mesures violentes et l'affaire dégénère en un conflit sanglant. Ceux-ci embarquèrent leurs biens et leurs marchandises sans payer aucun droit et mirent le feu aux maisons grecques. Cependant, seize magasins remplis de leurs propres biens seront détruits dans la conflagration. Dans cette conjoncture critique, les Génois avaient oublié leur passion et leur fierté, ils s'empressèrent donc de faire la paix avec Alexis II. Ce conflit se terminera par la signature d'un traité d'accord avec Gênes en 1314 et d'un autre en 1316.

### Attaques pirates et la fortification du mur de Trébizonde
Durant le XIVe siècle, la piraterie règne en maître dans les eaux de la mer Noire. L'émir de la ville de Sinope rêvait de conquêtes territoriales et il voyait la mer Noire comme étant le théâtre de son ambition. Les pirates de Sinope viendront livrer une guerre lucrative contre les navires des nations d'Europe.
En 1314, une bande de ces pirates débarqueront sur les rives avoisinantes de Trébzionde. Ils ravageront la campagne, pilleront les faubourgs et incendieront les édifices situés hors de la ville de Trébizonde avant d'être chassés du territoire par Alexis II et son armée. À l'avenir, pour se défendre contre d'autres attaques pirates de ce genre, Alexis II fera construire en 1324 un mur entre la citadelle et la mer. Cet ajout à la forteresse s'étendait de la tour qui protégeait le pont sur le ravin occidental, dans la ligne allant jusqu'au rivage. Ces fortifications furent bâties sur le modèle des murs de Constantinople.

### Lettre du pape Jean XXII
En 1329, l'empereur Alexis II reçu une requête pontificale lui enjoignant de mettre un terme au schisme qui était alors en vigueur au sein de l'Église de Grèce. Dans une lettre qui l'incitait à se convertir au catholicisme, le pape Jean XXII conviait Alexis II à coopérer avec l'union des Églises grecques et latines. Il espérait que la suprématie du siège de Rome soit reconnue et approuvée par l'empereur de Trébizonde. Cependant, il se heurta à une fin de non-recevoir, car Alexis II et la cour de Trébizonde ne lui firent aucune réponse. Cet épisode démontre bien que l'empire de Trébizonde était indifférent face au pouvoir papal et il était détaché de la religion catholique de Rome.

## Monnaie
Les aspers (monnaies) des trois premiers empereurs de Trébizonde soit, Manuel I, Jean II et Théodora étaient différents des aspers sous le règne d'Alexis II. Pour la première fois dans l'histoire monétaire de Trébizonde, l'empereur Alexis II effectuera un changement drastique en réduisant le poids de l'asper d'environ 15 %. Contrairement aux anciens aspers, Alexis II se représentera à dos de cheval et non debout. Il établira ainsi le type d'asper qui restera inchangé jusqu'à la chute de l'empire de Trébizonde. 

## Chute de l'empire de Trébizonde
La mort de l'empereur Alexis II le 3 mai 1330 à Trébizonde mettra fin à un règne de plus de trente ans de prospérité. L'oraison funèbre d'Alexis II fut prononcée par Constantin Loukitès. Son fils aîné, Andronic III, lui succédera mais il sera incapable d'imposer son autorité et cet épisode inaugura une période de lutte pour le pouvoir, rythmée par de nombreuses usurpations pendant une vingtaine d’années.

## Famille

### Épouse et descendance
Alexis II Comnène a épousé Djiadjak, une fille de Bekha Ier Djakeli, « atabeg » du Samtskhé, et a eu six enfants :
- Andronic III, empereur de Trébizonde ;
- Basile, empereur de Trébizonde, qui épouse Irène Palaiologina, impératrice de Trébizonde ;
- Anne Anachoutlou, impératrice de Trébizonde ;
- Michel Azachoutlous, tué en 1330 par Andronic III ;
- Georges Achpougas, tué en 1330 par Andronic III ;
- Eudocie, épouse de l’émir Adil beg Ibn Yakoub de la dynastie kandaride.